# Dalbergia glaziovii
Dalbergia glaziovii är en ärtväxtart som beskrevs av Hermann August Theodor Harms. Dalbergia glaziovii ingår i släktet Dalbergia, och familjen ärtväxter. Inga underarter finns listade i Catalogue of Life.